# Voodoo Chile
Voodoo Chile ist eine Blueskomposition von Jimi Hendrix, die er für das dritte Album seiner Band The Jimi Hendrix Experience aufnahm. Das Lied basiert lose auf den miteinander verwandten Bluesstücken Catfish Blues und  Rollin’ Stone von Muddy Waters. Mit über 15 Minuten ist es die längste Studioaufnahme, die Hendrix je einspielte.
Voodoo Chile wurde am 2. Mai 1968 in den Record-Plant-Studios in New York City aufgezeichnet, nach einer späten Jamsession mit Hendrix, dem Schlagzeuger Mitch Mitchell, dem Organisten Steve Winwood und dem Bassisten Jack Casady. Das Lied wurde am folgenden Tag im Studio weiterentwickelt, woraus Voodoo Child (Slight Return) entstand, eines der bekanntesten Lieder von Jimi Hendrix.
Chile ist eine saloppe Aussprache des englischen Wortes child (‚Kind‘). In England wurde Voodoo Chile auch als Titel für die 1970 erschienene Single mit dem Lied Voodoo Child (Slight Return) benutzt, wodurch es häufig zu Verwechslungen der beiden Lieder kommt.

## Coverversion von Steve Winwood und Eric Clapton
Während ihrer gemeinsamen Tournee 2009 in USA und Europa spielten Winwood und Clapton das Lied live, veröffentlicht im gleichen Jahr auf der Doppel-CD Live from Madison Square Garden mit einer Spiellänge von 16:23 Minuten. Winwood  wies bei den Konzerten vor Beginn des Liedes darauf hin, dass er mit dem gleichen Keyboard spielt wie bei der Originalaufnahme mit Jimi Hendrix.